# Diogmites platypterus
Diogmites platypterus är en tvåvingeart som beskrevs av Friedrich Hermann Loew 1866. Diogmites platypterus ingår i släktet Diogmites och familjen rovflugor. Inga underarter finns listade i Catalogue of Life.